# Tobrova
Tobrova – wieś w Estonii, w prowincji Võru, w gminie Meremäe.